# 宾夕法尼亚州立大学
宾夕法尼亚州立大学（英語：Pennsylvania State University），簡稱賓州州立大學（Penn State或PSU），是位于美国宾夕法尼亚州大学城斯泰特科里奇的一所公立研究型大学，创立于1855年，最初为农学院。该校是十大联盟、十大学术联盟及美国大学协会成员，被譽為公立常春藤之一。

## 历史
1855年，宾夕法尼亚的农业部门要求建立一座学术基地，以研究增加农业产量的科学方法来保障这个农业占大比重的州的财政。由于宾夕法尼亚的第一、第二大城市费城和匹兹堡都想拥有这座学校，学校的校址最终选在了宾夕法尼亚州几何图形对角线交点的附近。宾州中央郡贝尔方特的詹姆斯·欧文（James Irvine）为学校校址捐赠了最初的土地。于是，宾夕法尼亚农学院（Agricultural College of Pennsylvania）这座以农科为主的学校建立了。
曾在欧洲留学的校长埃文·普格以及一些宾州教育家希望这所学校能够提供更多的文科和理科课程，比如数学、古典学和修辞学。在1862年，美国国会通过了《土地捐赠法案》之后，他们的提议被采纳，因为法案允许州政府自行出售土地以及为公立大学提供资金。1863年，宾夕法尼亚农学院成为宾州的该法案实行的第一所学校。然而，埃文校长很快辞世，而他的继任者们在之后的二十年里没能完成他的遗愿。由于缺少课程，至1875年，全校只有六十多位学生。
1882年，乔治·亚瑟顿（George W Atherton）当上了校长。乔治是个精力充沛的教育家，他开始发展埃文的遗愿。很快，宾夕法尼亚农学院就升级成了宾夕法尼亚州立学院（Pennsylvania State College），并且以校址为中心，在阿巴拉契亚山中开创了斯泰特科里奇这个大学城。他开创了工业工程专业，并且让学校很快成为美国最大的工科基地。他发展了文学院，他手下的教授英格丽士·弗莱德·帕提（English Fred Pattee）在这里开设了美国第一个英国文学班（学校的其中一个图书馆就是以帕提命名的）。乔治还建立了农业实验室，以开设各种科学实验。1887年，宾夕法尼亚州学院正式以综合学院开始运作。1906年，乔治亚瑟顿去世。他的坟墓就位于学校的中心位置。他死后不久的1909年，学校按其意愿成立了工程学院。这是美国的首个工程学院，被视作美国工科的发源地。
20世纪上半叶，宾夕法尼亚州学院致力于本科教育，学校规模渐渐扩大。1936年学生人数超过了5000人。时任校长的拉尔夫黑泽尔（Ralph Hetzel）开始在全州设置新的教学点以减轻经济萧条时期学生上学的负担。联合校区由此开始发展，并最终形成了24个校区。学校的教育核心已经发展完备。与此同时，20世纪上半叶的历任校长开始逐步重视社会服务。当时学校仍然以农学为重，教学重点是找到提高农产品质量或改善牲畜发育状况的方法。因此学生与当地居民一起生活学习，以自己的所学去服务当地的农业活动。其他学科亦如此。
学校在科研方面的发展相对缓慢。1930年代到1950年代，工科逐渐超过农业成为了学校的第一学科。由于工科的发展，各种实验设施开始完备。最终学校成为了一个拥有极强科研实力的综合性院校。
1953年，在时任校长米尔顿·艾森豪威尔（Milton Eisenhower）的主导下，学校正式改名为宾夕法尼亚州立大学（The Pennsylvania State University）。艾森豪威尔在任期间，学校的大多数学院相继建立。他的继任者埃里克沃克（Eric Walker）于1956年至1970年期间将学校进一步发展成为了美国东部的教育中心之一。学校的资金开始空前的丰富，学生人数及教授数量也明显增加。学校的校区也进一步扩大，拥有了高尔夫球场、湿地保护区及高级宾馆等设施。医学院也于这一时期创建。在同一时期，宾州州立大学的体育项目也迅速发展。最为典型的是橄榄球，在传奇教练帕特浓的指导下，橄榄球队多次取得十大联盟比赛的冠军，这也为学校的综合发展书写了光彩的一笔。
沃克之后，学校继续发展。1989年，宾州理工学院（Pennsylvania College of Technology）并入宾州州立大学，进一步加强了宾州州立大学的工科实力。1997年，迪金森法律学院也并了宾州州立大学。同时，宾州州立大学开设了一个虚拟的网络校区，为世界各地的学生提供“随时随地”（Anytime Anywhere）的函授课程。
到21世纪初，宾州州立大学已经是美国顶尖的公立大学之一，在国际上也是声誉不错的一流大学。其拥有仅次于麻省理工学院的科研经费，校友遍布世界各地，在各种大学排行榜上都取得不错的成绩。

## 校区与学院

### University Park

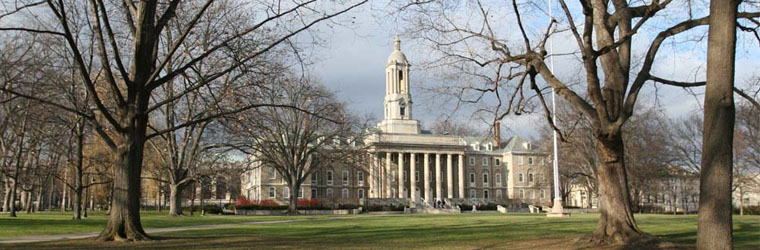
大学行政楼“Old Main”

宾州州立大学所有24个校区中最大的University Park校区，几乎覆盖State College全境，并且所在地十分靠近宾夕法尼亚州的地理中心地带。作为宾州州立大学系统旗舰校区，宾州州立大学University Park的录取标准在所有校区中最为严格。2016年秋季，University Park校区有47,261名在校学生，其中女生占46.3%。

### 学院
University Park校区有15个学院组成。
- 农学院（College of Agricultural Sciences）
- 艺术建筑设计学院（College of Arts and Architecture）
- 商学院（Smeal College of Business）
- 传播学院（College of Communications）
- 法学院
- 地球与矿产科学学院（College of Earth and Mineral Sciences）
- 教育学院（College of Education）
- 工学院（College of Engineering）
- 健康与人类发展学院（College of Health and Human Development）
- 資訊科学与技术学院（College of Information Sciences and Technology）
- 文学院（College of the Liberal Arts）
- 医学院（College of Medicine）
- 护理学院（College of Nursing）
- 理学院（Eberly College of Science）
- 研究院（Graduate School）
- 荣誉学院（Schreyer Honors College）

另外，宾州州立大学董事会在2007年投票决定设立一个国际事务学院（School of International Affairs），该学院为法学院（Dickinson School of Law）的一部分。

### 邦联校区
宾州州立大学除了大学学院（University Park）校区，另有23个分布在宾夕法尼亚州全境的校区录取本科生。超过60%的宾州州立大学新生是在University Park之外的校区开始他们的大学生涯。所有这些规模较小的校区仅提供数目有限的学位课程，尽管如此，任何一位成绩优异的学生都可以在University Park完成他们的学位课程（即‘分派调整’，因为宾州州立大学的校区之间并非是独立运作的，所以‘转学’这一措辞并不准确）。

#### 联邦校区名单
- Penn State Abington 阿宾顿校区
- Penn State Altoona 阿尔图纳校区
- Penn State Beaver 河狸校区
- Penn State Behrend 比兰德学院（旧称Penn State Erie, The Behrend College伊利校区）
- Penn State Berks 贝克斯校区
- Penn State Brandywine 布兰德万河校区
- Penn State Carlisle 卡萊爾校區（法學院）
- Penn State DuBois 杜博伊斯校区
- Penn State Fayette (The Eberly Campus) 法耶特校区（艾波利学区）
- Penn State Greater Allegheny 大亚利根尼校区
- Penn State Harrisburg (The Capital College) 哈里斯堡校区
- Penn State Hazleton 黑泽尔顿校区
- Penn State Lehigh Valley 李海（利哈依）河谷校区
- Penn State Mont Alto 阿尔托山校区
- Penn State New Kensington 新肯辛顿校区
- Penn State Schuylkill 思古吉尔河校区
- Penn State Shenango 希南戈校区
- Penn State University Park 帕克校区（大学公园主校区）
- Penn State Wilkes-Barre 维尔克斯巴里校区
- Penn State Worthington Scranton 沃星顿斯克兰顿校区
- Penn State York 约克郡校区

#### 其余组成部分
- Penn State Great Valley  (School of Graduate Professional Studies）明谷专业研究园
- Penn State Hershey Medical Center赫尔歇医疗中心
- Pennsylvania College of Technology宾夕法尼亚理工学院
- 宾夕法尼亚州立大学迪金森法学院
- Penn State Williamsport  (Center for Adult Students)威廉斯波特校区（成年人教育中心）
- Penn State Lewistown (Continuing Education Center)刘易斯顿校区（继续教育中心）
- Penn State World Campus世界校区（网络虚拟校区）

## 环境

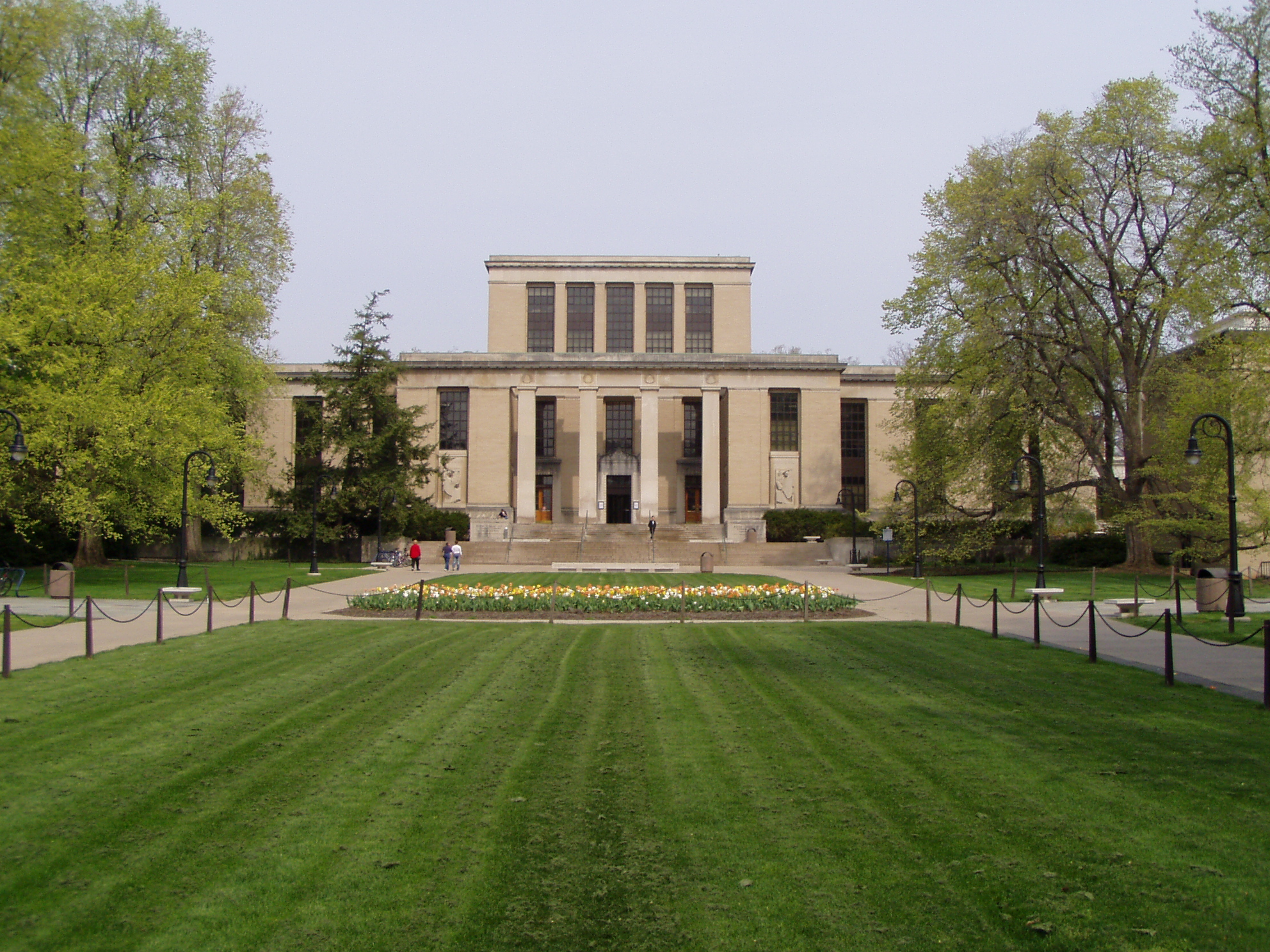
大学图书馆

由于当年建校时，宾夕法尼亚两个大城市费城和匹兹堡都争夺这所学校的校址权，因此最后折中，把学校的主校区建立在宾夕法尼亚州的对角线交点处，那里正是阿巴拉契亚山的山谷（很多人认为宾夕法尼亚州的地理几何中心就在学校主楼Old Main门前广场上的一个星象仪底下，事实上宾州的几何中心位于校园东侧属于学校管辖的一片湿地保护区里，距离星象仪大约5英里）。学校建成后，经过发展，形成了一座大学城，即州学院（State College，又译斯泰特科里奇）。这里离最近的城市即州府哈里斯堡有100公里的路程，因此是一个安静的山谷，宜于学术。学校校园面积巨大，有17023英亩，约占整个州学院的一半。主校区的气候四季分明，属半湿润气候，夏秋常阵雨。全年温度在零下十度到三十度之间。周围森林密布，湿地众多，水系发达。该地位于阿巴拉契亚山的宽大峡谷里，属于农业区。由于学校的橄榄球闻名全美，而且拥有可以容纳12万观众的主场球场——海狸大球场，因此每年赛季到来时，成千上万的人会赶来看球。平时该地是地广人稀的小城，但是每到球赛的时候，这里就是仅次于费城和匹兹堡的宾夕法尼亚人口第三大城市。附近有不少自然公园和滑雪场，学校的学生活动丰富，因此这里被称作欢乐谷（Happy Valley）。

## 学术研究
2006财政年度，宾州州立大学的研究预算为6.38亿美元，其中56%由包括美国能源部和美国国防部在内的联邦机构提供。美国国家科学基金会的报告显示，2004年宾州州立大学的研究资金花费位列全美第九。根据美国高等教育纪事报（The Chronicle of Higher Education）的最新年度调查报告显示，宾夕法尼亚州立大学图书馆在北美研究型图书馆中排第14名。宾州州立大学于1958年加入美国大学协会（Association of American Universities）。宾州州立大学为世界大学联盟（Worldwide Universities Network，WUN）的创始成员之一。

## 体育
宾夕法尼亚州立大学尼塔尼雄狮队是NCAA的一支劲旅，拥有排球、篮球、冰球、足球、美式足球、越野、击剑、拳击、田径、游泳等队伍，在十大联盟的赛区参与联赛，并几乎每年都有队伍杀入全国的杯赛，总成绩在全美一千多四年制院校中排第八名。该校在体育上世仇对立的德比对手包括匹兹堡大学、宾夕法尼亚大学、康奈尔大学、密歇根大学、密歇根州立大学、俄亥俄州立大学、内布拉斯加大学和阿拉巴马大学等。

### 美式足球
宾州州立的美式足球尤其出名，许多人来了宾州州立数载，都不知校长是谁，但都知道美式足球教练的名字与长相。
学校的传奇橄榄球教练喬·帕特諾（Joe Paterno）是美国NCAA最有名的教练之一，不過他去世之後，因為包庇助理教練桑達斯基（ Jerry Sandusky）的性侵兒童醜聞，2012年7月23日遭全美大學體育主管機關「全美大學體育協會」（NCAA）施以史無前例的重懲（但該隊仍保留），包括6000萬美元罰款、撤銷他帶領該隊從1998年至2011年間14個球季的所有勝場紀錄(2015年1月16日恢復這些紀錄)、未來四年禁止參加季後賽及橄榄球隊獎學金名額從25個減為15個(2014年處分撤銷)。
2016年電影教頭帕特諾的喬·帕特諾由艾尔·帕西诺飾演。
該校美式足球队两次夺得全国联赛冠军，24次捧起各种杯赛的冠军，而且先后五个赛季全胜不败。

### 其他項目
女排在近几年成为夺冠热门。2013年宾州州立的英式足球队击败了密歇根大学狼獾队获得了冠军。

## 学制
目前宾夕法尼亚州立大学采取春秋两学期的学制。秋季学期从8月底开始到12月中旬结束，期间在11月下旬有一个星期左右的感恩节假期。12月中旬到1月初是长约两周的寒假。春季学期从1月初开始到5月初结束，期间在3月初有一个星期左右的春假。暑假从5月初到8月底，长达三个半月。暑假期间有暑期课，分三种时段，每个时段都是六周（三个时段有重合的时间，所以不能都上），学生可以选择继续修学分。

## 学风
因为学校地理位置相对独立，学生们的活动相对单一，加上橄榄球气氛不错，学生作为娱乐的饮酒聚会随处可见。宾夕法尼亚州立大学被美国普林斯顿排名为2010第5位的饮酒聚会活动学校，宾夕法尼亚州立大学的别称为“开心谷”（Happy Valley）。

## 科研实力
宾夕法尼亚州立大学是美国最好的公立大学之一，也是世界顶级大学之一。宾夕法尼亚州立大学最出名的是工程学，因为这里是美国大学工程学专业的发源地，已经有100多年的历史。美国每50个工程师中就有一个是宾州州立大学的校友。由于该校的地缘优势，它的地球科学类学科也非常有地位。地球与矿物学院（College of Earth and Mineral Sciences）是宾夕法尼亚州立大学的王牌学院，其地理学、地质学、气象学、地球物理，材料科学等学科皆属世界顶尖。宾夕法尼亚州立大学的传媒类学科也有较高地位，而且发展迅速，其中大众传媒学、传媒理论已经在美国处于领先水平。而該校精算學系亦連年被美國精算協會(SOA)列入北美大學院校最優秀精算教育學校之一（Centers of Actuarial Excellence）。
位于University Park校园附近的应用研究实验室（The Applied Research Lab）是美国国防部（United States Department of Defense）的重要研究合作伙伴，其中的科研项目主要针对美国海军的需求，是整个宾州规模最大的一个科研项目。其中参与的科研人员超过1000名。根据美国国家科学基金会的报告显示，2007财政年度宾州州立大学的科研费用支出为652，144，000美元，其中57%由包括美国能源部和美国国防部在内的联邦政府机构提供。

## 排名
在2024年QS世界大學排名中位列世界第83位。根據世界大學學術排名，該大學在2020年的全球大學中排名101-150，在美國大學中排名42-56。2021年《美國新聞與世界報導》將該大學列為美國國內大學中第63（並列），公立學校中第23（並列）。2021年，該大學在QS世界大學排名中排名第101位。泰晤士報高等教育在2021年“世界大學排名”中將賓夕法尼亞州立大學列為世界排名第114的大學。2020年，該大學被泰晤士世界大學的聲譽排行榜列為世界第61-70名。

## 录取标准

### 美国学生
由于政策规定，州立大学必须保证本州学生的入学，并且对本州学生减免学费，因此宾夕法尼亚州大多数学生都会把宾夕法尼亚州立大学作为求学的第一选择。由于学校的良好名誉，附近如新泽西、俄亥俄、马里兰等各州的学生也时常选择这所学校就读。甚至西海岸如加利福尼亚、俄勒冈等州也有学生入读。

### 国际学生
作为世界顶尖的学校之一，宾夕法尼亚州立大学对国际学生的录取条件比较高。平均成績为：
- GPA 3.25-3.97
- TOEFL 80 部分项目要求总分不低于100
- SAT 1750-2000（其中阅读530数学680）
- GRE 1350
- GMAT 620

## 使命
宾夕法尼亚州立大学是一所多校区的综合性研究型公立大学，它为来自宾夕法尼亚、全美国乃至世界各地的学生提供教学服务和科研设施。学校以教育、科研和社会服务为宗旨，通过传统教学和网络函授教学两种方式，致力于本科教学、研究生教育、专业培训以及成人教育。学校通过放宽对学生及教员的年龄、宗教、文化背景、种族背景等方面的要求，增强了学校课程的公众性和广泛性。学校的教学、研究、资金及各项活动以促进经济发展、人类进步、世界各文化互相理解为目的，在科学、人文、艺术等方面深度发展。宾夕法尼亚州立大学是宾夕法尼亚州规模最大的学校，它和匹兹堡大学、天普大学以及林肯大学并列为宾夕法尼亚州政府关联资助（State-Related）的四大学校。因此宾夕法尼亚州立大学致力于对全州乃至全国、全世界提供社会服务，以回报政府对学校的支持。

## 象征物
关于宾夕法尼亚州立大学的建校历史，当地流传着一个神奇的故事。有一个叫做尼塔尼（Nit-ta-nee，意思是御风者）的印第安人少女，她的男友是个勇敢的战士，人称“狮掌”（Lion's Paw）。在一次部落战斗中，狮掌牺牲了。悲伤的尼塔尼抱着狮掌的遗体走进了位于塔西山（Tussey Mountain）和秃鹰山（Bald Eagle Mountain）之间的勇者之谷（Brave Valley）去埋葬。一天晚上，当尼塔尼给坟堆磊上最后一点泥土的时候，突然风雨大作。当地的印第安人惊奇地发行，尼塔尼不见了。继而，狮掌的坟墓突然开始隆起，最后在勇者之谷的正中央形成了一座山峰。从那以后，山谷中的印第安居民生活就特别安静，据说有一只狮子会带着十一名勇士驱逐一切扰乱和平的邪恶势力。居民为了纪念勇士和少女，就把山和左侧的山谷以尼塔尼（Nittany）命名。那只狮子被称作尼塔尼狮子。很久以后，一个叫埃文·普格的欧洲学者来到这个尼塔尼山谷，听说了这个印第安人的故事，于是他决定在这里建起一座学校，让狮子的勇气守卫知识和信仰，因此宾夕法尼亚州立大学在这里得以建立，而尼塔尼狮子就是学校的吉祥物。

### 尼塔尼雄狮
尼塔尼雄狮的雕像位于学校主校区的西北角落里。那里以前是体育场，后来变成了摆放学校吉祥物塑像的圣坛。塑像是一个约和真实狮子大小的石像。尼塔尼狮子起源是因为学校附近有一座山峰叫做尼塔尼山，里面至今有野生的美洲狮。因此学校就把这些狮子作为自己的吉祥物。在球赛等重大场合下，都能看见有啦啦队学生打扮成尼塔尼狮子为学校助威。

### 校徽
目前宾州州立大学使用的校徽（University Seal又译校章）與賓州州徽為同一圖樣（添加一圈The Pennsylvania State University 1855字樣），黑白色圆形图案，圆形里有两匹相对而挺的战马，两马之间是象征学术的盾牌状图案以及一只老鹰。盾牌上从上到下画有艘全速前進的船（費城縣）、耕犁（切斯特縣）和三捆麥子（德拉瓦縣），分別是賓州最初三個郡縣的象徵。盾牌下方是稻穗及飘带，上面写着“美德、自由和独立”。宾州州立大学的校徽最初于1855年2月22日问世，之后经过了四次大的变动（分别是在1862年，1874年，1903年和1953年）。目前所使用的校徽是在1953年设计的。1953年11月14日，宾州州立大学正式由理工学院转型为综合性大学，因此校徽也被再次重新设计。宾州州立的校徽是一种权威标志，但是很少在公共场合使用。校徽一般只限于签订重大协约或开具重要文件时作为印章使用。其他场合比如球赛、网页等，只使用校旗图案（蓝白色长方形旗帜，印有尼塔尼狮子的头像、1855以及PennState的字样）。

### 大学链条及勋章
2002年秋季开始，宾州州立大学采用了一种新的物件作为象征物之一，这就是大学链条和勋章（The University Chain of Office and Medal）。这个链条及勋章的物件是由私人捐助的。链条由校长保管，并随着校长的更替而传递下去。链条目前由16个刻着历任校长名字的小牌子连接组成，而现任校长的名字则刻在链条下方的勋章上。勋章的样子就是缩小版的学校的校徽。勋章背面是宾夕法尼亚州立大学联合校区的图案，并写着宾州州立大学及联合校区的三个宗旨，即教育、科研和社会服务。

### 大学权杖
大学权杖（University Mace）是一个指挥棒模样的长木棍，由学校的最高教导处保管。在学位授予庆典上，手持权杖的教员代表会出现在毕业生队伍的最前端。它象征着大学的教学权威。目前的权杖是用翻新Old Main主楼时，从校长办公室取出的一根木头柱子做成的。

## 主校区的校园
主校区University Park是一个巨大的校园。校园分成互相连接的七个大区：核心区，东校园区，西校园区，北校园区，东北校园区，研究园区和医疗中心区。

### 核心区
核心区位于校园中部偏南的位置，为主楼Old Main的所在地。Old Main是校长办公楼，建于19世纪中后期，是宾州州立大学的象征之一。核心区还包含大部分的校园主要建筑。比较有代表性的包括学生活动中心HUB楼，宗教活动区的帕斯奎里拉精神中心，艾森豪威尔教堂，艺术博物馆，千禧年综合楼，帕特浓-帕提图书馆，校园能源站等。各个学院或区域呈九宫格状排列：中心是理学院，往西是文学院，西区宿舍和娱乐区（排球主场）；往南是Old Main及Hub所在的大草坪；往东是比较新的各种实验室，健康中心，网球场游泳池区以及农学院；往北是健康与人类发展学院、艺术建筑学院、北区宿舍以及宗教活动区；东北是大片的体育用地以及东区宿舍，另有商学院和森林矿产专业的楼；西北主要是对外的旅馆以及有狮子塑像的“圣地”；西南有工程学院、地球科学学院和信息学院；东南是南区宿舍，鳕鱼区宿舍、东景区宿舍以及尼塔尼宿舍的所在地。核心区包含了校园大部分的重要元素。

### 西校园区
西校园区的主体是巨大的高尔夫球场。另外，信息学院和地球科学学院的部分建筑位于这一个大区。白区宿舍也在这里。信息学院的主楼跨过公路，像桥梁一样把西校园区和核心区相连。

### 北校园区
北校园区的主体是植物园以及一些被统称为野人仓库的零散楼房。大片的草坪是这一大区的代表景观。法学院位于此地，而它的新楼则是这一大区最显眼的建筑。

### 东校园区
东校园区分为南北两部分。南部分是研究生院，分布着各种高级的研究所。这一部分和核心区隔着一个小山丘，仅由赫斯汀路相连，因此比较安静，适合做学术研究。北部分是体育用地，包括室外田径场，大型器械室，以及布莱斯乔丹中心（篮球主场）。此外分布着大量停车场。

### 东北校园区
东北校园区最明显的是海狸大体育场（Beaver Stadium，橄榄球主场，是全美第二大体育场，可容纳106,572名观众，仅次于密歇根大学体育场，同时也是世界第四大体育场）。在其西侧有室外英式足球场（足球主场）。北边是水塔以及森林学的研究所。

### 研究园区
研究园区位于东北校园区以东，离核心区较远。此地除了有高级的研究所及实验仓库以外，还有室外用于田野学习的环境中心，另有属于学校的大片自然湿地位于该区东南侧。

### 医疗中心区
医疗中心区位于研究园区南侧。主体是医学院与医疗中心。自然湿地的部分区域位于此区。

## 社团
宾州州立大学拥有许多不同的学生社团，包括学术类社团如空气动力学社，历史圆桌社，地理社，文学社，计算机社、辩论社等；娱乐类社团如汽车社，摄影社等；艺术类社团如大合唱团，无伴奏合唱队等；交友类社团如蓝白社，校拉拉队等；团体类社团如华人社，台湾社，德国社团，印度社团，韩国社团，西班牙社团等；宗教类社团如基督教会等。宾夕法尼亚州立大学的THON（舞蹈马拉松）是世界上最大的学生慈善组织。它们以四颗钻石的故事以及连续46小时不间断的舞蹈来为患癌症的儿童募捐，已经累计捐钱上亿美元。

## 著名校友

### 中国大陆校友
- 马红复旦大学生命科学学院院长
- 刘嘉威统计学家
- 侯学煜植物学家中国植物学奠基人
- 尚永丰生物化学专家天津医科大学校长
- 韩禄伯宗教学者
- 陈爱民前任四川大学副校长
- 陈嘉映哲学家

### 臺灣校友
- 張天立：博客來網路書店創辦人
- 曾志朗：前中華民國教育部部長、前中華民國文化部部長、前國立陽明大學校長、現任臺灣聯合大學系統總校長
- 杨朝祥：前中華民國教育部部長、前中華民國考選部部長、現任佛光大學校長
- 葉宗洸：前中華民國核子工程與科學研究所所長、現任國立清華大學特聘教授

### 其他校友
- 卡罗尔亚博拉姆：著名电影制作者，《意外的人生》创作人。皮博迪奖得獎者。
- 约翰阿奎斯特：生物学家，成功为奶牛人工受精，获得狼基金奖。
- 约翰阿米奇：前NBA运动员，现为BBC和SKY的体育评论员。
- 约翰安妮斯顿：詹妮弗安妮斯顿的父亲；演员，在电视剧《我们的日子》中扮演过齐利亚奇斯。
- 霍尔斯阿森福尔特三世：1952年奥运会3000米越野跑金牌得主。
- 凯利阿约蒂：新罕布什尔州驻国会参议员。
- 亚力松贝佛：運動員；2010年冬奥会3000米速滑铜牌得主。
- 保罗贝尔：戴爾董事长。
- 冬贝里沙里奥：电视剧制作人，作品有《海军罪案调查处》，《JAG》，《量子跃迁》，《麦琳探案》等。
- 保罗伯格：1980年诺贝尔化学奖得主，现在在斯坦福大学任教。
- 托德布莱克里奇：著名橄榄球运动员、分析员。
- 桂安布拉佛德：第一个黑人宇航员。
- 罗斯科布雷迪：著名神经学家，在国家健康中心工作。
- 吉姆布罗德赫斯特：Eat ’N Park Hospitality集团的CEO。
- 本吉布朗克：喜剧演员，霍华德斯特恩秀的创作人。
- 达尔布朗：《纽约时报》最畅销军事作家。
- 瑞恩布尔：导演、编剧。宾州超自然社团创始人。
- 泰布里尔：演员，目前在出演《摩登家庭》。
- 玛格丽特卡尔森：时代杂志第一位女性专栏作家。
- 罗伯特森克尔：宇航员，航天飞机技师。
- 名楚‧T：前列腺特异体抗原的发现者。现在是纽约州立大学的荣誉教授。
- 玛丽艾伦克拉克：運動員；於1992年和1996年奥运会两次获得10米跳水铜牌。
- 汤姆克拉克：耐克公司前总裁。
- 卢‧迪安布鲁西欧：希尔斯公司CEO。
- 傑夫·拉斯金：人機介面專家蘋果電腦創建麥金塔計劃
- 查理登特：美國共和黨議員。
- 史蒂芬德索查：电影剧作家；作品有《致命武器》，《48小时》，《龙胆虎威》等。
- 麦克道伊尔：民主党议员。
- 本费勒：美联社白宫记者。
- 格里格里福布斯：天气预报台首席气象研究员。
- 芭芭拉富兰克林：前任美国商务部部长。
- 阿兰佛斯特：历史小说家，擅长间谍小说。
- 简乔治：国家级儿童作家。
- 霍华德戈登：现代卫星海洋学创始人。
- 杰克汉姆：著名橄榄球运动员。
- 弗兰克哈里斯：著名橄榄球运动员。
- 迪克霍克：著名橄榄球教练。
- 凯特胡敦：著名地质学家，加州理工学院地震研究者。
- 詹姆斯吉米诺：迪斯尼频道的创始人。
- 基根麦克肯：《动物星球》主持人。
- 卡特兰德拉夫：教育台CEO。
- 斯坦拉坦：皮博迪獎得主。
- 布鲁斯劳埃德：美国前总统卡特、里根和老布什的心脏护理医生。
- 克里斯蒂娜马松：1984年奥运会曲棍球铜牌得主。
- 大卫毛瑞尔：作家，《第一滴血》作者。
- 海瑟拉里克：NASA飞行指挥员。
- 迈克尚恩：蒙特利尔奥运会400米跨栏银牌得主。
- 吉莫·廷禮：不丹總理。
- 密爾頓·史內夫里·赫爾希：好時巧克力創辦人
- Mark Parker：耐克首席執行官及總裁

## 外部連結
- 官方网站
- Penn State Athletics website（页面存档备份，存于）
- . . 1921.
- . . 1905.
- 宾州州立大学中国学生学者联合会
- 宾州州立大学中国本科学生联合会（页面存档备份，存于）
- 賓州州立大學台灣同學會（页面存档备份，存于）
- 賓州州立大學香港同學會（页面存档备份，存于）